# Jorge Folch i Rusiñol
Jorge Folch i Rusiñol   (Barcelona, 1926 - 29 de març de 1948) va ser un poeta català en llengua castellana, company d'estudis i amic d'alguns dels poetes que acabarien formant part de l'anomenada Generació del 50 o Escola de Barcelona.

## Biografia
Fill de l'important industrial català Joaquim Folch i Girona, germà del químic i empresari Albert Folch i Rusiñol, i renebot del polifacètic artista Santiago Rusiñol. Va viure la seva infància en el si d'una típica família burgesa de la Barcelona de principis del segle xx.
Va cursar els estudis primaris a l'escola dels Jesuïtes situada al carrer Casp, en la qual va travar amistat amb Carlos Barral, membre destacat de l'Escola de Barcelona. A les memòries de Barral titulades Años de penitencia trobem la font més extensa sobre la vida del jove Folch. En aquestes pàgines són descrites des de la seva afició a l'alquímia de quan era nen, fins a la seva obsessió pels cementiris i el subsòl barceloní. El mateix Barral parla de Folch com un jove mitòman i histriònic.
Acabada l'educació secundària es va matricular a la carrera de Dret a la Universitat de Barcelona juntament amb Carlos Barral i Alberto Oliart, tot i que la seva peculiar personalitat el va portar a deixar de banda ben aviat els estudis per dedicar-se a la creació literària i la immersió en els baixos fons de la ciutat.
Incòmode amb la seva condició burgesa, i per influència de les estades a Les Voltes, segona residència de la família situada a la costa tarragonina, acabà creant-se un àlter ego poètic, aristòcrata i romà. Creso Livio era el seu nom, i donà títol a l'únic recull de poemes que va publicar en vida. Aquesta edició, que va tenir lloc el 1947, va ser autofinançada i no venal.
Els últims mesos de la seva vida van estar marcats per rituals que feia en contacte amb la natura i la creixent obsessió pel clavegueram i els llocs subterranis. Aquesta mania l'acabaria portant a la mort el 29 de març de 1948, dilluns de Pasqua, amb només 22 anys. La versió oficial de la mort fou que morí nedant a un estanc situat al carrer Panamà. Després s'ha desvelat que realment morí a una cisterna on solia capbussar-se i nedar.

## La poesia de Jorge Folch
Podem descriure la seva obra poètica com prematura i breu, degut a la seva precipitada mort, però molt intensa. La seva temàtica es mou entre la identificació amb el món clàssic romà del Creso Livio o la Salutación a Venus, en els quals hi ha una intensa relació amb la natura, el paganisme i el rebuig a la burgesia, i el romanticisme intens en tant que era la part més obscura i rebutjada de la ciutat la que més l'apassionava.
Jaume Ferrán parla de la poesia de Folch de la següent manera: 
| « | Una voluntad de expresión plástica, servida por una dicción acerada y precisa, nada ha perdido de su intensidad con el paso de los años. La adscripción a un paisaje: el tarraconense, visto con una óptica romana, era el soporte de un mundo trabado, la base de una congruente estructura a cuyo servicio vemos crecer un endecasílabo preciso y vemos desarrollarse una serie de procedimientos – como la aliteración – que conferían una interior plasticidad a su poesía. | » |

## Després de la mort
Dos esdeveniments, duts a terme pels seus companys de vida i estudis, són els que podem destacar com a homenatges al ja difunt poeta. En primer lloc el 13 de maig de 1948, al cap d'un mes i mig de la mort de Folch, se li va realitzar un homenatge a la facultat de Dret de la Universitat de Barcelona, organitzat pel seminari de literatura Juan Boscán de l'Associació Cultural Iberoamericana. En aquest acte es van llegir poemes del mateix Folch i Carlos Barral, Alberto Oliart i Jaime Ferrán van llegir composicions pròpies dedicades al ja desaparegut company. Aquest acte fou ressenyat per La Vanguardia en les publicacions dels dos dies posteriors a l'homenatge.
Per altra banda, els mateixos Barral i Oliart van encarregar-se de publicar l'any 1950 la totalitat de la producció literària de Folch que actualment es coneix. Sota el títol de Poemas, ambdós poetes van reunir l'obra del seu company, van escriure cadascun d'ells un emotiu pròleg i hi van afegir uns gravats que Capmany va fer per l'ocasió, a més d'un sonet dedicat a Folch de Joaquim Montaner. La Vanguardia en va publicar una esplèndida ressenya el 28 de desembre del mateix any.
En els últims 70 anys només en dues edicions han estat publicades les poesies Folch, i de forma parcial. El primer cop va ser a l'Antología Parcial que va editar Jaime Ferrán el 1976. Enrique Badosa, responsable editorial que va fer possible l'Antologia de Ferrán a Plaza & Janés, l'any 1999 va editar una Antología poética de Jorge Folch. Aquesta edició fou ressenyada per Juan Antonio González-Iglesias al suplement cultural de l'ABC el 31 de desembre de 1999.

Que s'hagi dedicat tan poca atenció a aquest poeta, a diferència dels seus companys com Carlos Barral o Jaime Gil de Biedma, segurament es deu a la seva prematura mort i a les estranyes circumstàncies en què va ocórrer. Les paraules d'Alberto Oliart al pròleg de Poemas podien fer pensar que Folch tindria una repercussió major: 
| « | Cuando un poeta muere joven, se dice que es un poeta malogrado. Distingamos. Malogrado en cuanto a su obra posible, en cuanto a lo que pudo dar. Nunca malogrado en cuanto a poeta. Poeta nació y poeta muere. | » |

## Edicions on apareix l'obra de Jorge Folch
- Creso Livio. Publicació privada 1947.
- Poemas. Editada per Alberto Oliart i Carlos Barral. Barcelona: Ariel 1950.
- Antología parcial. Editada per Jaime Ferrán. Barcelona: Plaza & Janés 1976.
- Antología poética. Selecció i pròleg d'Enrique Badosa. Barcelona: Café Central 1999.